# USS Lardner (DD-487)
USS Lardner (DD-487), là một tàu khu trục lớp Gleaves được Hải quân Hoa Kỳ chế tạo trong Chiến tranh Thế giới thứ hai. Nó đã tham gia suốt Thế Chiến II, sống sót qua cuộc xung đột, ngừng hoạt động năm 1946 trước khi được chuyển cho Thổ Nhĩ Kỳ năm 1949. Nó tiếp tục phục vụ như là chiếc TCG Gemlik (D 347) cho đến năm 1974 và bị đánh chìm như một mục tiêu năm 1982. Nó là chiếc tàu chiến thứ hai của Hải quân Hoa Kỳ được đặt theo tên Chuẩn đô đốc James L. Lardner (1802-1881), người tham gia cuộc Nội chiến Hoa Kỳ.

## Thiết kế và chế tạo
Lardner được chế tạo tại xưởng tàu của hãng Federal Shipbuilding and Drydock Company ở Kearny, New Jersey. Nó được đặt lườn vào ngày 15 tháng 9 năm 1941; được hạ thủy vào ngày 20 tháng 3 năm 1942, và được đỡ đầu bởi bà Sidney F. Tyler II, chắt của đô đốc Lardner. Con tàu được cho nhập biên chế cùng Hải quân Hoa Kỳ vào ngày 13 tháng 5 năm 1942 dưới quyền chỉ huy của Thiếu tá Hải quân Willard M. Sweeter.

## Lịch sử hoạt động

### 1942
Lardner tiến hành chạy thử máy tại vùng bờ biển ngoài khơi New England từ ngày 28 tháng 5 năm 1942, vốn kéo dài cho đến ngày 1 tháng 7. Trong giai đoạn này nó từng điều tra nhiều báo cáo về tàu ngầm đối phương gần bờ biển Maine và truy tìm một chiếc U-boat khác ngoài khơi vịnh Guantánamo, Cuba. Vào ngày 21 tháng 8, nó khởi hành từ Balboa, Panama để đi sang khu vực Mặt trận Thái Bình Dương, đi đến Tongatapu vào ngày 3 tháng 9. Tại đây nó hoạt động như tàu hộ tống bảo vệ cho các đoàn tàu vận tải và các đơn vị hạm đội, thực hiện nhiều chuyến đi đến Nouméa và Espiritu Santo, cũng như bảo vệ cho các tàu chở quân đổ bộ binh lính tăng viện lên Guadalcanal, và bắn phá các vị trí đối phương tại đây.
Trong khi Lardner phục vụ trong thành phần hộ tống cho Lực lượng Đặc nhiệm 18 di chuyển từ quần đảo Santa Cruz đến Espiritu Santo, tàu sân bay Wasp bị trúng ngư lôi và bị đắm vào ngày 15 tháng 9. Chiếc tàu khu trục đã tung ra đợt tấn công bằng mìn sâu trong khi những xuồng của nó vớt được 322 người sống sót, và đưa họ rời tàu tại Espiritu Santo vào ngày hôm sau. Trong các ngày 17 và 30 tháng 10, nó hướng đi Guadalcanal, đi đến ngoài khơi Lunga Point lúc bình minh, bắn rơi hai máy bay đối phương trong một đợt không kích diễn ra không lâu sau đó. Nó tiến đến vị trí bắn phá và nả pháo vào các vị trí của quân Nhật từ Kolumbona đến mũi Esperance.
Lardner hộ tống các tàu vận tải trong khi chúng chất dỡ tại Guadalcanal trong tháng 11, và vào sáng sớm ngày 28 tháng 11 đã truy tìm một cách vô vọng tàu ngầm đối phương vốn đã phóng ngư lôi vào chiếc Alchiba. Đến ngày 30 tháng 11, trong thành phần Lực lượng Đặc nhiệm 7, bao gồm năm tàu tuần dương và bảy tàu khu trục, nó đụng độ với đối phương ngoài khơi Tassafaronga Point trong Trận Tassafaronga. Kết thúc trận chiến, phía Nhật Bản rút lui, không bao giờ gửi một lực lượng hải quân lớn đến khu vực này. Sau khi hộ tống cho các tàu tuần dương Honolulu và Pensacola bị hư hại rút lui về Espiritu Santo, chiếc tàu khu trục đi đến Nouméa, New Caledonia vào ngày 10 tháng 12, được đại tu cặp bên mạn chiếc tàu tiếp liệu khu trục Dixie.

### 1943
Vào đầu tháng 1 năm 1943, Lardner hộ tống các thiết giáp hạm và các đoàn tàu đi lại giữa Espiritu Santo, vịnh Purvis, và Guadalcanal. Nó viếng thăm New Zealand vào ngày 15 tháng 2, quay trở lại Nouméa cùng một nhóm tàu vận chuyển và tàu chở dầu hướng đi Guadalcanal, đánh trả máy bay đối phương tấn công trên đường đi vào ngày 17 tháng 2, và đến nơi cùng đoàn tàu an toàn vào ngày hôm sau. Trong thời gian còn lại của tháng, nó hộ tống nhiều đoàn tàu đi lại giữa Guadalcanal và Nouméa; và trong tháng 3 đã hộ tống vận tải giữa Guadalcanal và Fiji, New Hebrides và Espiritu Santo. Sang tháng 4, nó gia nhập Lực lượng Đặc nhiệm 15, rồi quay trở về Trân Châu Cảng vào ngày 8 tháng 5 để được nâng cấp những thiết bị hiện đại.
Lardner hoạt động tại vùng biển Hawaii cho đến khi nó khởi hành quay trở về Hoa Kỳ vào ngày 14 tháng 7, hộ tống cho tàu sân bay Enterprise đi đến Bremerton, Washington. Nó đi đến San Francisco vào ngày 21 tháng 7, để rồi lại lên đường đi Samoa vào ngày 27 tháng 7, ghé qua Trân Châu Cảng vào ngày 1 tháng 8, và đi đến Pago Pago vào ngày 14 tháng 8. Tại đây, nó hoạt động cùng Lực lượng Đặc nhiệm 37 trước khi quay trở về Espiritu Santo vào ngày 2 tháng 9, làm nhiệm vụ tuần tra ngoài khơi quần đảo Florida cho đến ngày 18 tháng 9, khi nó hộ tống các tàu vận tải và tàu đổ bộ đi đến Vella Lavella để hoạt động đổ bộ.
Sau khi hoạt động tuân tra vào đầu tháng 10, Lardner quay trở lại nhiệm vụ hộ tống giữa New Caledonia và quần đảo Solomon, rồi hộ tống cho lực lượng đặc nhiệm hoạt động ngoài khơi vịnh Purvis trong khuôn khổ Chiến dịch Bougainville. Nó bắn phá đảo Bougainville vào ngày 29 tháng 11, xen kẻ các hoạt động bắn phá với nhiệm vụ hộ tống cho đến tháng 1 năm 1944.

### 1944
Vào ngày 14 tháng 2 năm 1944, Lardner lên đường cùng Lực lượng Đặc nhiệm 38 để bảo vệ cho cuộc đổ bộ ban đầu lên đảo Green; trên đường đi đã bị sáu máy bay ném bom bổ nhào Aichi D3A "Val" tấn công. Vào cuối tháng 2, nó tiến hành bắn phá Rabaul, truy lùng tàu bè đối phương trong vùng biển Bismarck, rồi tấn công vịnh Karavia, đánh chìm một tàu chở hàng lớp Heito Maru đối phương vào ngày 25 tháng 2. Cuối ngày hôm đó, nó bắn phá Kavieng, chịu đựng một số lỗ thủng do mảnh đạn pháo bởi hỏa lực bắn trả mạnh mẽ và chính xác của đối phương. Trong tháng 3 và tháng 4, nó hoạt động cùng lực lượng hỗ trợ cho cuộc không kích lên Palaus, và cùng các tàu sân bay hộ tống trong cuộc đổ bộ lên Hollandia, New Guinea.
Trong tháng 6 và tháng 7, Lardner tham gia các cuộc tấn công lên Guam, Saipan và Tinian; hộ tống các tàu sân bay trong cuộc không kích đầu tiên xuống quần đảo Bonin cũng như tham gia Trận chiến biển Philippine. Nó quay trở về Hoa Kỳ để được đại tu tại Bremerton, Washington, rồi quay trở lại khu vực Nam Thái Bình Dương vào ngày 29 tháng 9. Nó trải qua phần lớn tháng 10 tại vùng biển Hawaii, rồi từ ngày 19 tháng 11 cho đến tháng 3 năm 1945 đã hoạt động hộ tống vận tải tại khu vực giữa Ulithi, Eniwetok, Kossol Roads và Leyte. Đang khi tuần tra phòng không và chống tàu ngầm ngoài khơi Peleliu và Angaur, nó cứu vớt năm thành viên đội bay Không lực Hoa Kỳ bị rơi vào ngày 27 tháng 12.

### 1945
Đang khi điều tra một tàu nhỏ không thể nhận diện, Lardner mắc cạn tại một bãi đá ngầm vào ngày 29 tháng 1 năm 1945 và phải đi đến Ulithi để sửa chữa. Đến ngày 23 tháng 2, nó lên đường hộ tống một đoàn tàu vận tải đi Kossol Roads, rồi đảm nhiệm vai trò tuần tra giữa Pelelieu và Angaur. Trong suốt tháng 3 và tháng 4, nó tiếp tục ở lại khu vực làm nhiệm vụ tuần tra xen kẻ với những chuyến viếng thăm Kossol để tiếp nhiên liệu và tiếp liệu. Trong tháng 5 và tháng 6, nó hoạt động cùng một lực lượng hỗ trợ cho các tàu sân bay hộ tống làm nhiệm vụ chế ngự đối phương dọc chuỗi căn cứ của Nhật từ Okinawa đến Đài Loan trong khi diễn ra Trận Okinawa. Sang tháng 7 và tháng 8, nó liên tục ở ngoài biển dọc theo bờ Đông Nhật Bản làm nhiệm vụ hỗ trợ tiếp liệu trực tiếp cho các tàu chiến thuộc Đệ Tam hạm đội Hoa Kỳ, khi chúng tung ra các cuộc không kích xuống chính quốc Nhật Bản.

### Sau chiến tranh
Sau khi xung đột kết thúc do việc Nhật Bản chấp nhận đầu hàng, Lardner hộ tống tàu khu trục Borie bị hư hại đi Saipan vào ngày 17 tháng 8, rồi từ đây lên đường đi Okinawa để gia nhập một nhóm thiết giáp hạm đang chuẩn bị lên đường tiếp nhận sự đầu hàng. Nó đi đến Sagami Wan vào ngày 27 tháng 8, và đi vào vịnh Tokyo vào ngày 29 tháng 8 hộ tống cho soái hạm của Thủy sư Đô đốc Chester W. Nimitz, chiếc South Dakota. Chiếc tàu khu trục sau đó tham hoạt động giải cứu hàng trăm tù binh chiến tranh Đồng Minh ở miền Nam đảo Honshū; rồi hoạt động cùng nhiều đội đặc nhiệm và đơn vị đặc nhiệm trong những hoạt động chiếm đóng khác nhau cho đến ngày 15 tháng 10, khi nó lên đường từ Honshū cùng Đội đặc nhiệm 50.5 để quay trở về nhà. Trong hành trình quay trở về, nó ghé qua Singapore, Ceylon, Cape Town và vịnh Saldanha, Nam Phi trước khi đi đến New York vào ngày 7 tháng 12.
Chiếc tàu khu trục ở lại New York cho đến ngày 9 tháng 2 năm 1946 khi nó lên đường đi Charleston, South Carolina. Nó được cho xuất biên chế vào ngày 16 tháng 5 năm 1946; và gia nhập Hạm đội Dự bị Đại Tây Dương cho đến khi được chuyển cho Thổ Nhĩ Kỳ vào ngày 10 tháng 6 năm 1949 trong khuôn khổ Chương trình Viện trợ Quân sự. Nó phục vụ cùng Hải quân Thổ Nhĩ Kỳ như là chiếc TCG Gemlik (D 347) cho đến năm 1974. Nó bị đánh chìm như một mục tiêu tại khu vực Đông Địa Trung Hải vào ngày 21 tháng 11 năm 1982 bởi các chiếc Biddle, Julius A. Furer, Truett và máy bay của Liên đội Không lực tàu sân bay CVW-6.

## Phần thưởng
Lardner được tặng thưởng mười Ngôi sao Chiến trận do thành tích phục vụ trong Thế Chiến II.